# Кушвинский муниципальный округ
Кушвинский городской округ — муниципальное образование в Свердловской области России. Относится к Горнозаводскому управленческому округу.
Административный центр — город Кушва.
С точки зрения административно-территориального устройства области, Кушвинский ГО вместе с ГО Верхняя Тура находится в границах административно-территориальной единицы город Кушва.
С 1 января 2025 года имеет статус муниципального округа.

## География
Кушвинский городской округ расположен в западной части Свердловской области. Общая площадь округа 2386 км².
С Кушвинским городским округом граничат другие городские округа Свердловской области:
- на севере Качканарский и Нижнетуринский, а также город Лесной (ЗАТО);
- на северо-востоке Верхняя Тура и Красноуральск;
- на юго-востоке Горноуральский городской округ;
- на юго-западе Нижний Тагил.

На северо-западе Кушвинский городской округ граничит с Пермским краем.

## История

Памятник «Европа-Азия»

В 1934 году была образована Свердловская область. Кушвинский и Красноуральский районы было решено вновь объединить в один: Красноуральский с центром в Кушве. 21 января 1935 года район переименовали в Кушвинский. В 1938 году объединённый район был вновь разделён на два — Красноуральский и Кушвинский. В 1956 году Кушвинский район был упразднён.
17 декабря 1995 года по результатам местного референдума Кушва и территории, подчинённые городской администрации (за исключением города Верхняя Тура), образовали муниципальное образование город Кушва. 10 ноября 1996 года муниципальное образование было включено в областной реестр.
С 31 декабря 2004 года муниципальное образование город Кушва было наделено статусом городского округа. Рабочий посёлок был Баранчинский отнесён к категории населённых пунктов сельского типа — посёлок.
С 1 января 2006 года муниципальное образование город Кушва было переименовано в Кушвинский городской округ.
С 1 января 2015 года Кушвинский городской округ был переименован в Кушвинский Муниципальный Округ.

## Население
| 2002    | 2009    | 2010    | 2011    | 2012    | 2013    | 2014    |
| ------- | ------- | ------- | ------- | ------- | ------- | ------- |
| 59 485  | ↘56 207 | ↘40 796 | ↘40 676 | ↘40 361 | ↘40 001 | ↘39 688 |
| 2015    | 2016    | 2017    | 2018    | 2019    | 2020    | 2021    |
| ↘39 459 | ↘39 160 | ↘38 599 | ↘38 087 | ↘37 511 | ↘37 008 | ↘36 880 |
| 2023    |         |         |         |         |         |         |
| ↘36 288 |         |         |         |         |         |         |

## Состав
В состав муниципального образования (городского округа) входят 13 населённых пунктов
| №  | Населённый пункт | Тип населённого пункта        | Население |
| -- | ---------------- | ----------------------------- | --------- |
| 1  | Азиатская        | посёлок                       | ↘859      |
| 2  | Баранчинский     | посёлок                       | ↘8701     |
| 3  | Боровая          | деревня                       | ↘41       |
| 4  | Валуевский       | посёлок                       | ↘4        |
| 5  | Верхняя Баранча  | посёлок                       | ↘75       |
| 6  | Кедровка         | деревня                       | ↘25       |
| 7  | Кушва            | город, административный центр | ↘26 891   |
| 8  | Молочная         | деревня                       | ↘4        |
| 9  | Мостовая         | деревня                       | ↘71       |
| 10 | Орулиха          | посёлок                       | ↘60       |
| 11 | Софьянка         | посёлок                       | ↘0        |
| 12 | Хребет-Уральский | посёлок                       | ↘21       |
| 13 | Чекмень          | посёлок                       | ↗8        |

В состав административно-территориальной единицы города Кушвы также входит город Верхняя Тура, входящий с точки зрения муниципального устройства в городской округ Верхняя Тура как его единственный населённый пункт.

### Упразднённые населённые пункты
Посёлок Арбат.